# Hans Vogel (Politiker, 1887)

Hans Vogel

Hans Vogel (* 9. Juni 1887 in Borlinghausen, Kreis Warburg; † 28. August 1955 in Essen) war ein deutscher Politiker (NSDAP), Polizeipräsident und SA-Führer.

## Leben
Nach dem Besuch der Volksschule erhielt Vogel Privatunterricht. Anschließend wurde er an den Präparandien in Paderborn und Osnabrück und am Lehrerseminar in Fraustadt ausgebildet. Von 1906 bis 1914 arbeitete Vogel als Volksschullehrer in der Provinz Posen.
Von 1914 bis 1918 nahm Vogel mit dem Regiment Königs-Jäger zu Pferde Nr. 1 und als Führer eine Maschinengewehr-Kompanie am Ersten Weltkrieg teil, in dem er in Russland und Frankreich zum Einsatz kam. Im Krieg wurde er mit dem Eisernen Kreuz beider Klassen ausgezeichnet. Nach Kriegsende gehörte er der Grenzschutzschwadron Husaren 7 bei Wesel an. 
Am 1. März 1920 wurde Vogel Oberleutnant der Schutzpolizei bei der berittenen Hundertschaft in Wesel und später in Essen. In dieser Eigenschaft beteiligte er sich 1920 an der Bekämpfung von kommunistischen Aufständen im Ruhrgebiet. Am 1. April 1924 nahm Vogel wegen eines Unfalls als Rennreiter schließlich seinen Abschied bei der Schutzpolizei. Er wechselte stattdessen in die kaufmännische Branche und leitete bis 1931 zwei eigene Handelsschulen in Hattingen und Herne. In Hattingen war er zudem Jungstahlhelm-Führer.
Am 9. April 1927 trat Vogel in die NSDAP ein. Außerdem gehörte er der SA an, bei der er ab 1928 zunächst die SA-Standarte VI (Westfalen-Süd) leitete, dann ab Dezember 1931 Stabsführer der SA-Untergruppe Westfalen-Süd und ab November 1932 für ein Jahr Stabsführer der SA-Gruppe Westfalen in Dortmund war. Von Mitte November 1933 bis April 1934 leite er die SA-Brigade 165 in Bielefeld, danach bis Januar 1935 die SA-Brigade 70 in Detmold und schließlich bis Ende September 1943 die SA-Brigade 70 in Recklinghausen. Am 19. Februar 1936 wurde Vogel zum Polizeipräsidenten von Recklinghausen ernannt, einen Posten den seit Ende Dezember 1934 bereits kommissarisch innehatte. Im April 1942 wurde er zum SA-Gruppenführer befördert und war befugt die Uniform eines Generalmajors der Polizei zu tragen.
Vom 6. Oktober 1936, als er für den ausgeschiedenen Abgeordneten Karl Friedrich von Schorlemer eintrat, bis zum Ende der NS-Herrschaft im Frühjahr 1945 saß Vogel zudem als Abgeordneter für den Wahlkreis 17 (Westfalen Nord) im nationalsozialistischen Reichstag.
Gegen Ende des Zweiten Weltkrieges setzte sich Vogel Ende März 1945 aus Recklinghausen nach Steinheim in Westfalen ab. Danach befand er sich in Sennelager in Kriegsgefangenschaft. Als 131er unterrichtete er in der Nachkriegszeit an Privatschulen für den kaufmännischen Bereich und bezog ab 1950/51 eine Pension.